# Phyllacanthus irregularis
Espèce
Phyllacanthus irregularis est une espèce d'oursins de la famille des cidaridae.

## Description
C'est un petit oursin régulier au test (coquille) sphérique généralement rouge, autour duquel rayonnent des piquants (« radioles ») clairsemés, cylindriques et très épais (il fait partie de la catégorie des « oursins-crayons » ou « oursins baguettes »). Ceux-ci sont généralement recouverts d'algues (épibiontes) qui les font paraître gris, alors que les plus jeunes (au sommet) sont souvent rougeâtres ; leur longueur dépasse rarement le diamètre du test (7 cm max pour le test). Les radioles secondaires, plus courtes, sont généralement de la même couleur que le test, et font office d'écailles recouvrant le test et les mamelons des radioles primaires. Les ambulacres sont distinctement sinueux.

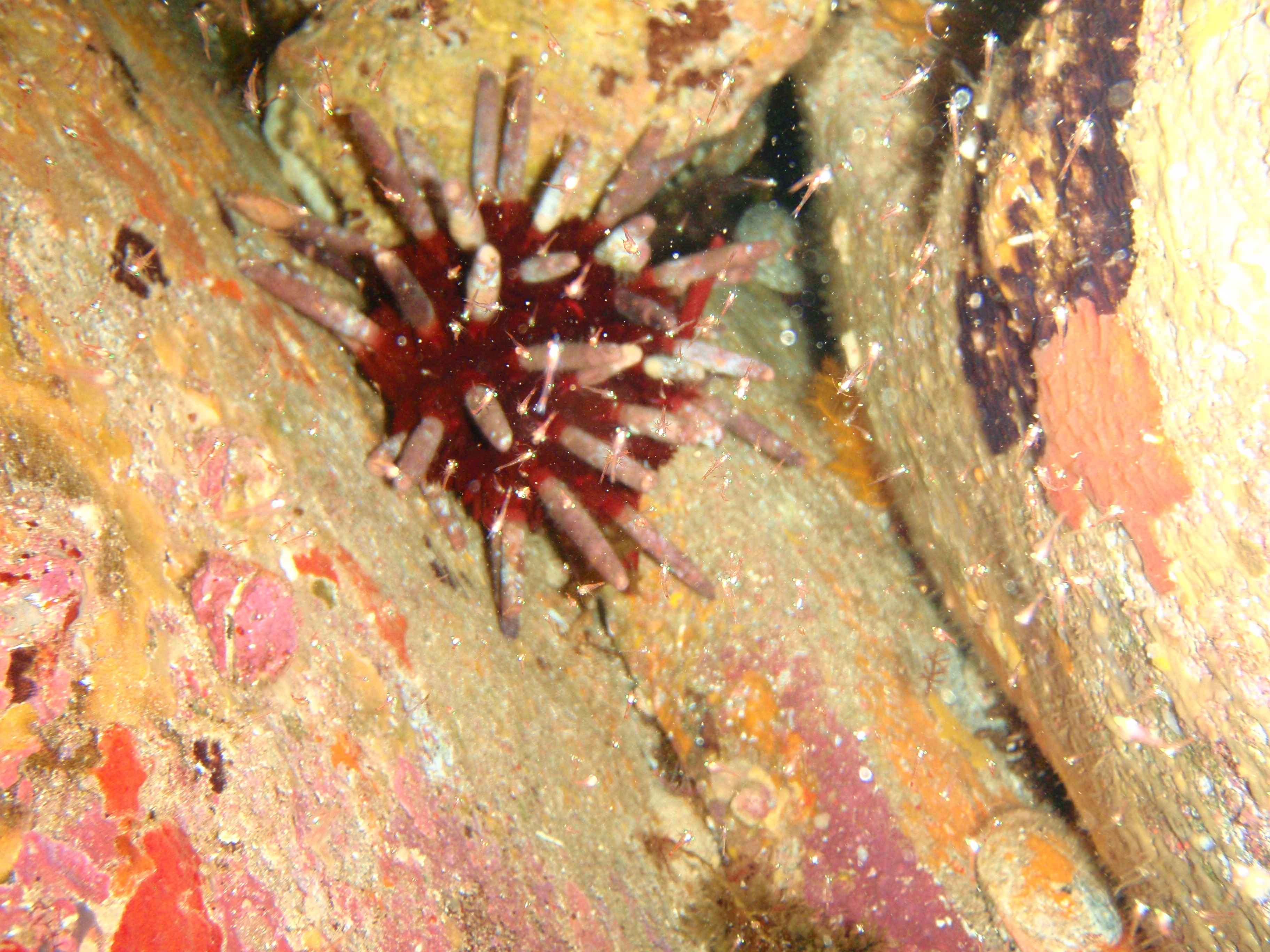
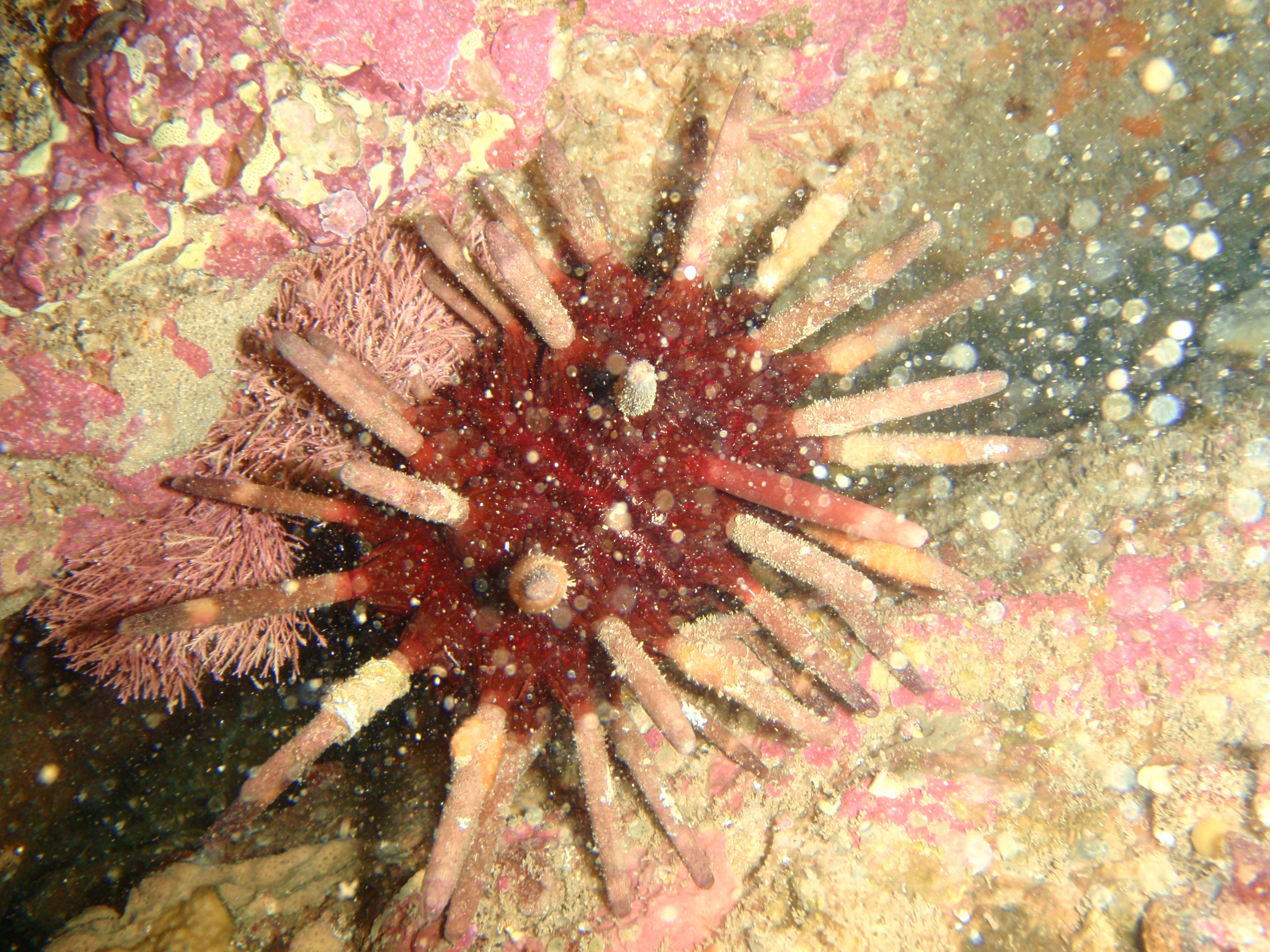
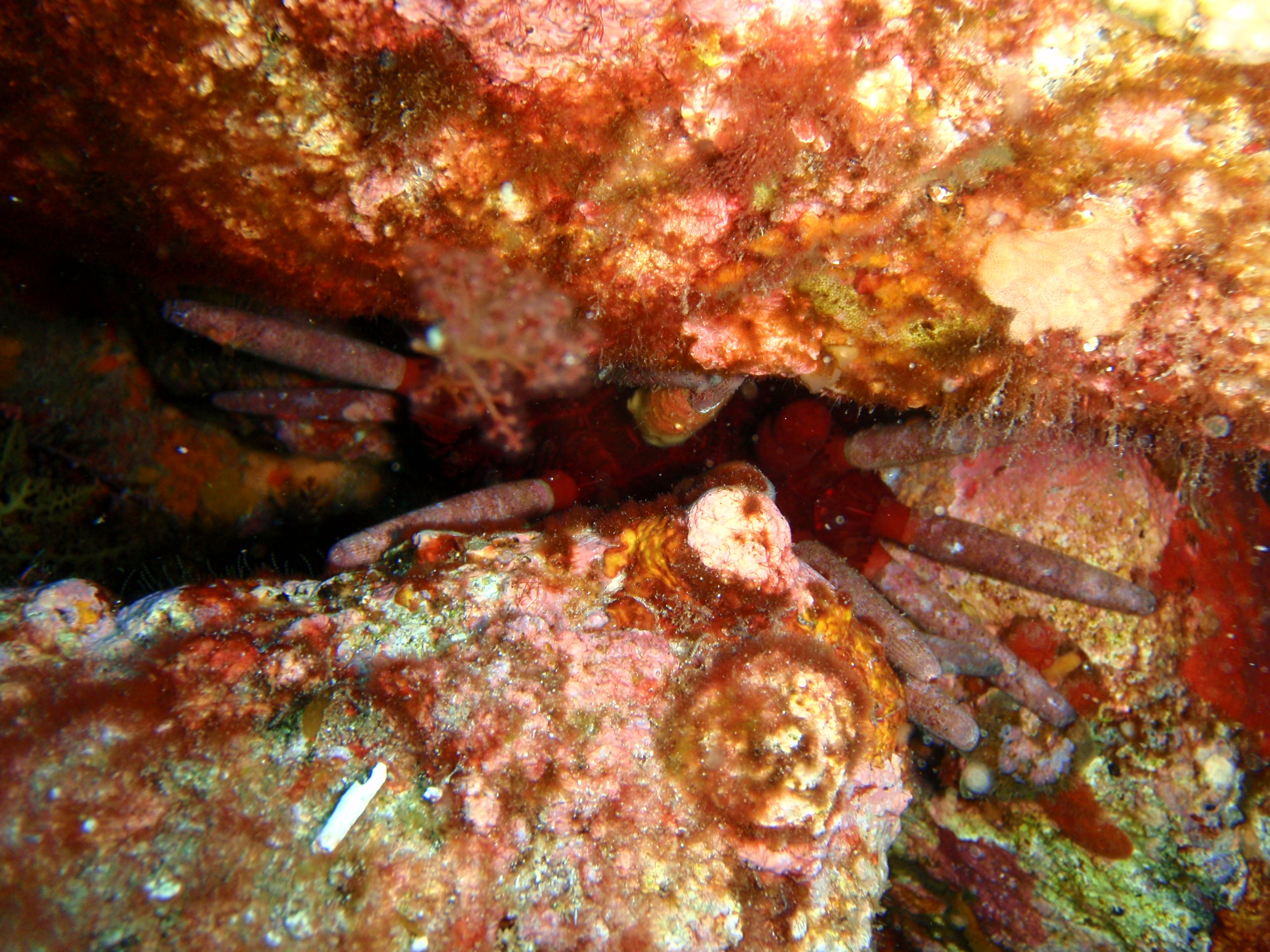

## Habitat et répartition
Cet oursin habite des profondeurs comprises entre la surface et une dizaine de mètres. On le trouve en Australie occidentale et méridionale ouest.